# Earl Ray Tomblin
Earl Ray Tomblin, född 15 mars 1952 i Logan County, West Virginia, är en amerikansk demokratisk politiker, affärsman och delstatens West Virginias 35:e guvernör 2011–2017. Han var tillförordnad guvernör 2010–2011.
Tomblin tillträdde 1995 som talman i delstaten West Virginias senat, innehavare av vilket ämbete som får tillfälligt tillträda guvernörsämbetet i det fallet att guvernören avgår. Guvernör Joe Manchin avgick den 15 november 2010 för att efterträda Carte Goodwin i USA:s senat. Tomblin svor ämbetseden som tillförordnad guvernör senare samma dag.